# Port lotniczy Ghardaja
Port lotniczy Ghardaja (Port lotniczy Noumerate, IATA: GHA, ICAO: DAUG) – port lotniczy położony 16 km na południowy wschód od Ghardai, w prowincji Ghardaja, w Algierii. Posiada terminal z możliwością obsługi 500 tys. pasażerów w ciągu roku.

## Linie lotnicze i połączenia
| Linia Lotnicza | Kierunek                                                                               |
| -------------- | -------------------------------------------------------------------------------------- |
| Air Algerie    | 1. Adrar 2. Algier 3. Konstantyna 4. Illizi 5. Oran 6. Tamanrasset 7. Dżudda 8. Medyna |